# Cant (arhitectură)

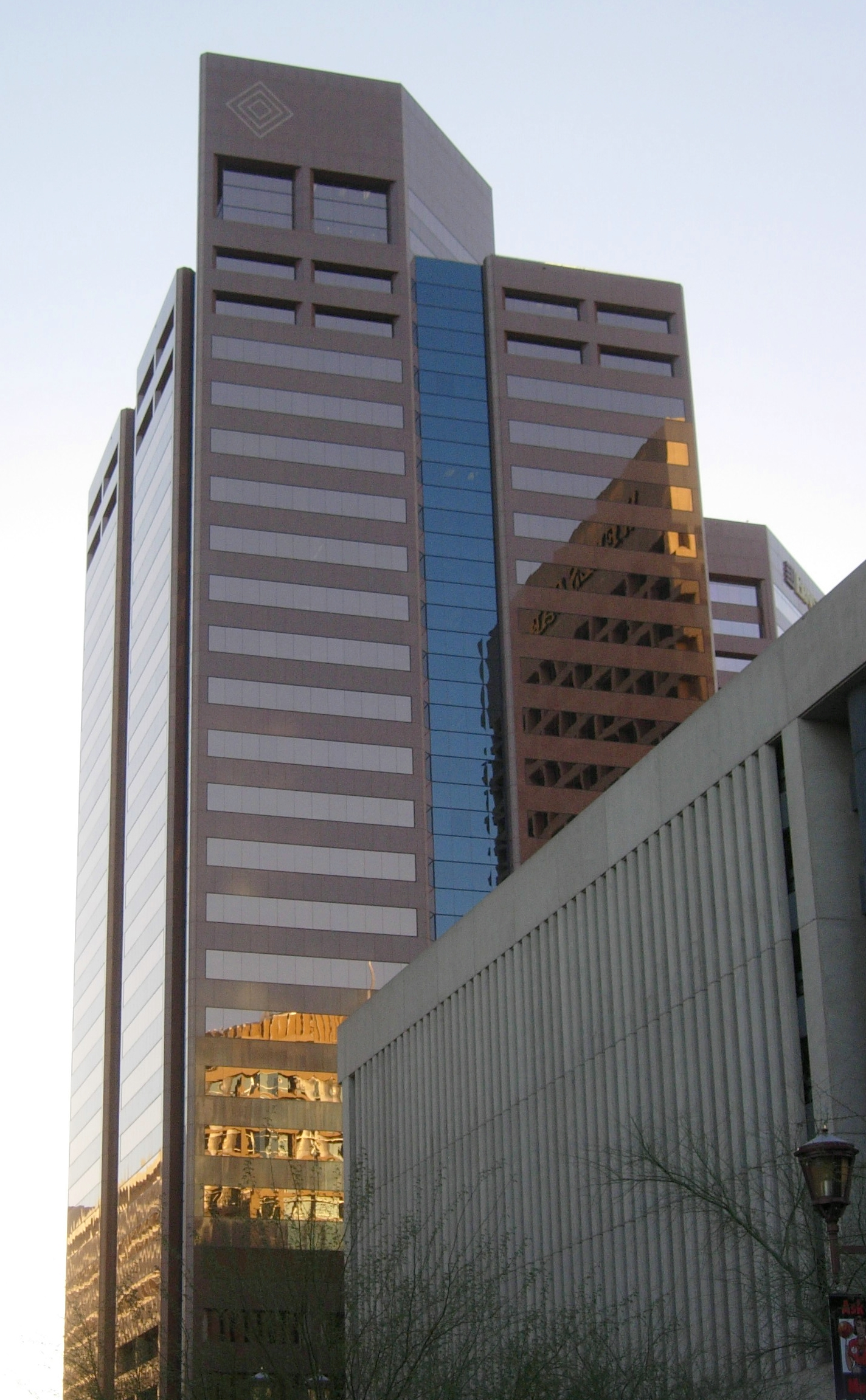
Imagine 1 - Cant (arhitectură) -- Faţadele vestică (înspre privitor) şi cea nordică (cea din stânga) a zgârie-norului Ernst & Young, Phoenix, Arizona, clădire realizată în stil deconstructivist cu canturi multiple rectangulare.

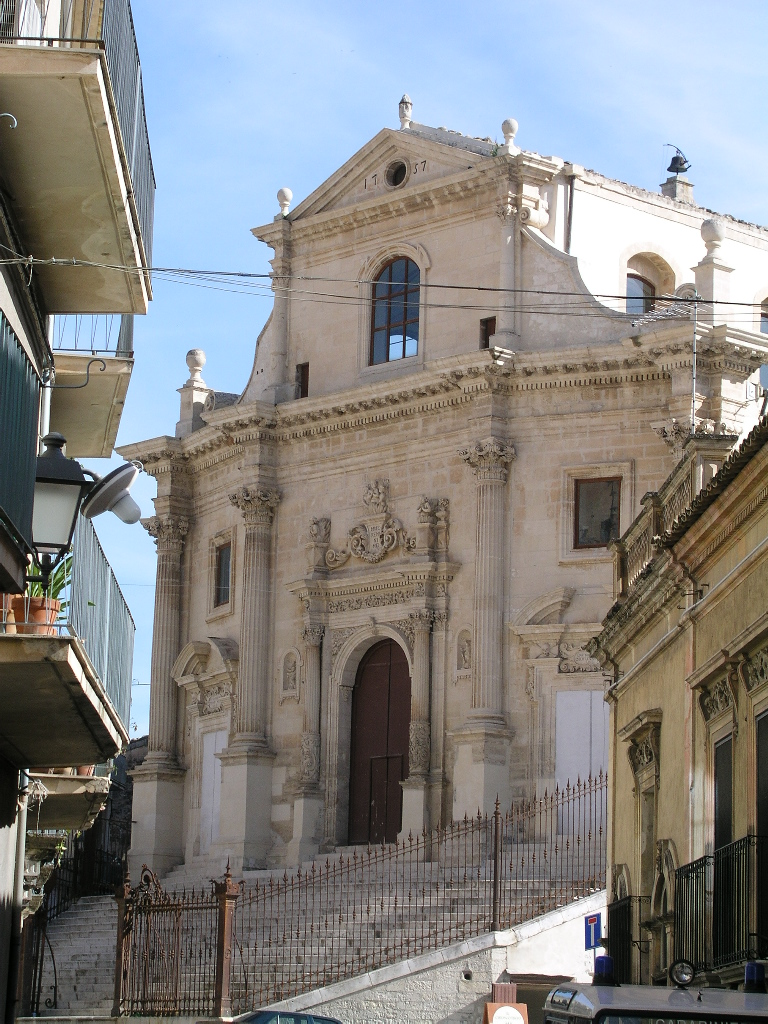
Imagine 2 - Cant (arhitectură) -- Faţada bisericii Anime Ss. Del Purgatorio, Ragusa, are canturi multiple ca elemente distincte reprezentative ale stilului baroc sicilian

Cant  -- (un cant, două canturi, substantiv neutru) -- este un termen arhitectural desemnând o parte sau un segment al unei fațade a unei clădiri, care se găsește sub un anumit unghi față de o altă parte sau segment al aceleiași fațade.  Deși unghiul cantului poate avea orice înclinație, se preferă în general un unghi care face cantul vizibil sau un unghi care păstrează armonia ansamblului. 
Fațadele cu canturi sunt tipice arhitecturii baroc, fără a fi însă prezente exclusiv doar în acest gen arhitectural. Structurile moderne încorporează, de asemenea, canturi în compoziția fațadei lor. 
În timp ce imaginea 2 prezintă canturi multiple ale unei fațade de biserică construită în stil baroc sicilian în secolul al 18-lea, imaginea 1 prezintă, de asemenea, canturi multiple ale unei fațade a unei clădiri construită în anii 1990.  De data aceasta stilul arhitectonic este cel deconstructivist. 
În decurs de trei secole, un bun câștigat în planul elementelor arhitecturale, cantul, rămâne prezent dând distincție și unicitate ambelor fațade.  